# HC Bílí Tygři Liberec
HC Bílí Tygři Liberec är ett tjeckiskt ishockeylag från Liberec som grundades 1956 genom en sammanslagning av Jiskra Kolora and DSO Tatran Liberec under namnet Lokomotiva Liberec. Laget spelar i Tjeckiska Extraliga sedan 2002. Bílí Tygři vann slutspelet i Extraliga 2016, spelade final 2017 och 2019 och åren 2005 och 2007 tog man brons. Seriespelet har man vunnit vid fem tillfällen: 2005/06, 2006/07, 2015/16, 2016/17 och 2018/19.